# Bataille de Tolbiac (496)
Pour les articles homonymes, voir Tolbiac.
Pour l’article homonyme, voir Bataille de Tolbiac (612).
La bataille de Tolbiac a eu lieu à Zülpich (en latin : Tolbiacum, francisé en Tolbiac), une ville de l'ancienne Germanie située près de Cologne. On appelle victoire de Tolbiac, la victoire remportée par Clovis, roi des Francs, sur les Alamans, sur un point non déterminé du cours moyen du Rhin. Les historiens, à la suite de Grégoire de Tours dans son Histoire des Francs, la plaçaient traditionnellement en 496, mais des révisions récentes situeraient la bataille de Tolbiac en 506.
Il faut préciser que Grégoire de Tours est une source à considérer avec précaution. Bruno Dumézil lui consacre de longs paragraphes dans son ouvrage sur le baptême de Clovis. Selon Bruno Dumézil, les faits racontés par Grégoire de Tours sont souvent authentiques mais sa chronologie et ses explications sont souvent inventées.
Le nom de Tolbiac a été attribué à une rue importante du 13e arrondissement de Paris et, par extension, aux quartiers ou bâtiments environnants : « faculté de Tolbiac » (qui fait en réalité partie de l'université de Paris I - Panthéon-Sorbonne), secteur Tolbiac de la zone Paris Rive Gauche, passerelle Bercy-Tolbiac (passerelle Simone-de-Beauvoir). Le site François-Mitterrand de la Bibliothèque nationale de France est couramment appelée « BnF Tolbiac » ou « Tolbiac ».

## Contexte
Les Francs étaient divisés en deux peuples voisins et alliés, les Francs saliens dont le roi était Clovis et les Francs rhénans (ou Francs ripuaires) dont la capitale était Cologne et qui avaient Sigebert le Boiteux pour roi. Sigebert avait pour voisins les Alamans, une confédération de peuples germaniques, dont la vaillance équivalait celle des Francs. Les Alamans et les Francs ripuaires avaient souvent des incidents de frontière et multipliaient les pillages et les raids punitifs, mais il semble qu'en l'année 496, ils subirent une vraie invasion et Sigebert appela Clovis à l'aide. Clovis répondit favorablement à son allié et leva une armée. Il est généralement admis que Sigebert défendit Tolbiac et que son armée subit de grosses pertes. Il y aurait donc eu deux batailles de Tolbiac.

## Déroulement

Les batailles de Tolbiac.

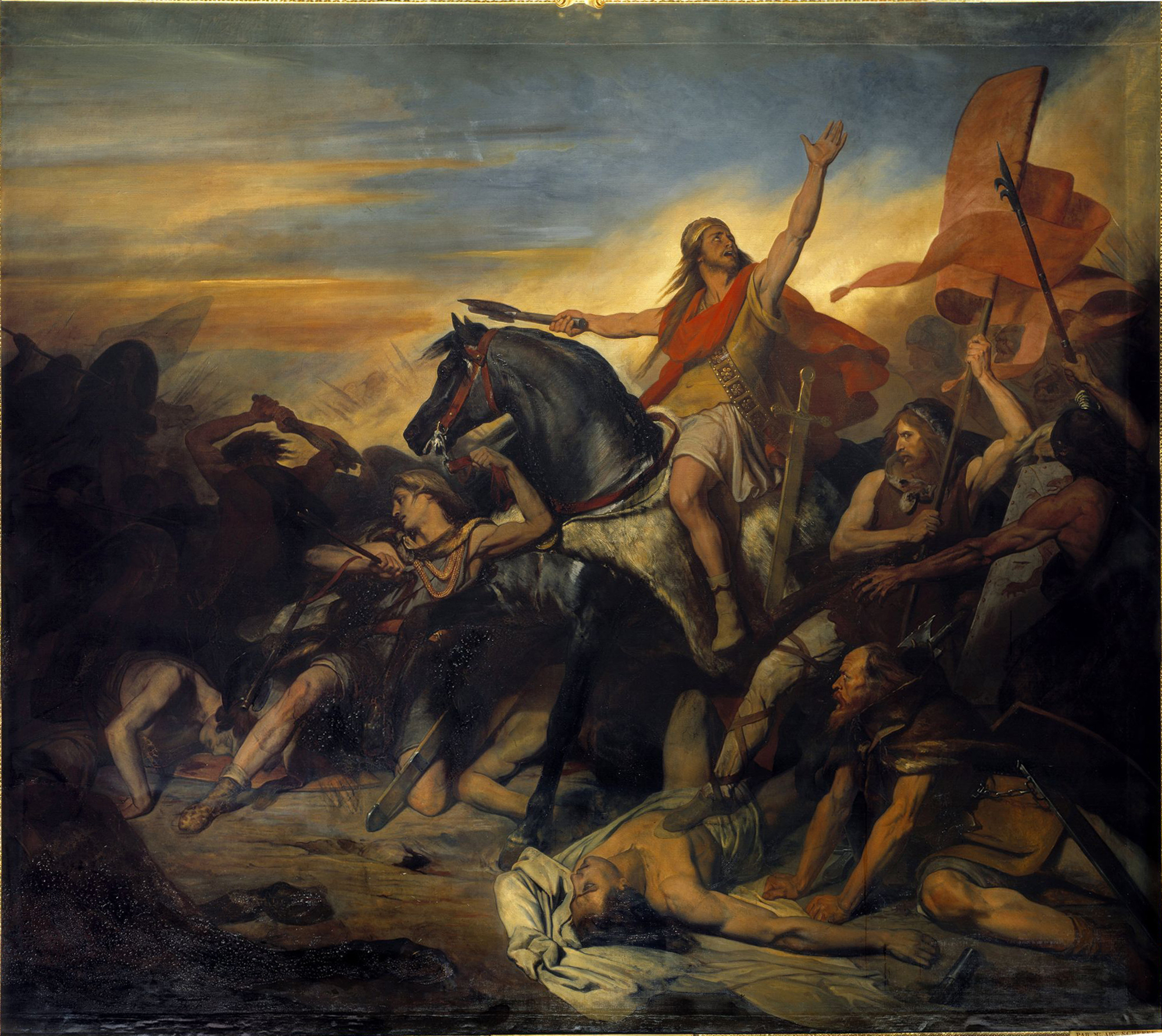
La Bataille de Tolbiac par Ary Scheffer. Galerie des Batailles.

On sait peu de choses sur la bataille, à part que les Francs ripuaires ne furent probablement d'aucune aide à la suite de la première bataille. Il est fort probable que les guerriers de Clovis étaient moins nombreux que les Alamans. En tout cas, la tradition, suivant le récit de Grégoire de Tours, dit de Clovis qu'il vit ses guerriers se faire massacrer et sentit la bataille lui échapper. Ému jusqu'aux larmes, il suivit le conseil d'Aurélien et invoqua alors le Dieu unique de sa femme Clotilde, ce Dieu qu'elle lui prêchait depuis leur mariage en 493, en demandant son secours.
Grégoire de Tours transmet sa prière complète dans le chapitre II de l'Histoire des Francs : « Ô Jésus-Christ, que Clotilde affirme Fils du Dieu Vivant, toi qui donnes du secours à ceux qui sont en danger, et accordes la victoire à ceux qui espèrent en toi, je sollicite avec dévotion la gloire de ton assistance : si tu m’accordes la victoire sur ces ennemis, et si j'expérimente la vertu miraculeuse que le peuple voué à ton nom déclare avoir prouvé qu'elle venait de toi, je croirai en toi, et me ferai baptiser en ton nom. J'ai en effet invoqué mes dieux, et, comme j'en fais l'expérience, ils se sont abstenus de m'aider ; ce qui me fait croire qu’ils ne sont doués d'aucune puissance, eux qui ne viennent pas au secours de ceux qui les servent. C'est toi que j’invoque maintenant, je désire croire en toi ; pourvu que je sois arraché à mes adversaires ». À ces mots, les Alamans se mirent à fuir, à reculer car leur chef venait d'être tué d'une hache (francisque). Les Francs soumirent ou massacrèrent les Alamans.

## Conséquences
Les Alamans abandonnèrent le cours supérieur du Rhin aux Francs ripuaires et cette absence de profit pour Clovis, qui a tout laissé à son allié, lui permit d'avoir l'aide de Sigebert lors de la conquête de la partie française du royaume wisigoth.

## Commémoration
À Paris, une rue, une villa et une station de métro rappellent le souvenir de cette bataille.
Au Puy du Fou, l'attraction Le premier royaume présente une scène de la bataille de Tolbiac, comme un moment décisif de la conversion de Clovis au christianisme.
La victoire de Clovis a donné son nom à :
- la rue de Tolbiac à Paris, qui a elle-même donné son nom à :
  - la rue Neuve-Tolbiac, qui faisait anciennement partie de la rue de Tolbiac,
  - Tolbiac, station du métro de Paris, inaugurée le 7 mars 1930,
  - deux centres de l'Université Paris 1 Panthéon-Sorbonne : 
    - le centre Tolbiac proprement dit,
    - le centre Pierre-Mendès-France,

  - la ZAC Tolbiac, située dans le nouveau quartier de Paris Rive Gauche,
  - la BnF Tolbiac, nom courant du site François-Mitterrand de la Bibliothèque nationale de France.
- le pont de Tolbiac, reliant le quai de Bercy dans le 12e arrondissement à la rue Neuve-Tolbiac dans le 13e, inauguré en 1882.
- le viaduc de Tolbiac, viaduc construit en 1895, aujourd'hui démoli et sur lequel passait la rue de Tolbiac pour enjamber les voies ferrées de la gare d'Austerlitz,
- la Bataille de Tolbiac, un tableau d'Ary Scheffer peint en 1837.